# Bandol
Pour le village bosniaque, voir Bandol (Travnik).
Pour le vin, voir bandol (AOC).
Bandol est une commune française dans le département du Var, en région Provence-Alpes-Côte d'Azur.
Ses habitants sont appelés les Bandolais.

## Géographie

### Localisation
Sur le littoral méditerranéen, en région Provence-Alpes-Côte d'Azur, Bandol est située à environ 45 km à l'est de Marseille et 15 km à l'ouest de Toulon, avant-dernière ville à l'ouest du littoral du Var avant d'atteindre le département des Bouches-du-Rhône.

### Limites communales
Les communes limitrophes sont La Cadière-d'Azur, Saint-Cyr-sur-Mer et Sanary-sur-Mer.
| Saint-Cyr-sur-Mer | La Cadière-d'Azur | La Cadière-d'Azur |
| Saint-Cyr-sur-Mer | Bandol            | Sanary-sur-Mer    |
|                   | Mer Méditerranée  |                   |

### Géologie et relief
Bandol étant une commune de bord de mer, la partie sud de son territoire se situe à une altitude de 0 mètre. Le reste de la commune est vallonné, entrecoupée par les vallées des cours d'eau qui la traversent. Le point culminant de Bandol, au nord de la commune, dans le quartier de la Garduère est à 208 mètres d'altitude.

### Hydrographie et eaux souterraines
En plus du littoral méditerranéen, la commune est arrosée par le Grand Vallat, fleuve côtier de 16 km, dont l'embouchure se situe à Bandol. Parmi les affluents de ce cours d'eau, le ruisseau du Vallon de Poutier coule également sur la commune.

### Climat
Climat classé Csa dans la classification de Köppen et Geiger.

### Voies de communication et transports

#### Réseau routier
Bandol bénéficie d'une sortie, à péage, sur l'A50 ( sortie n° 12). Concernant le réseau secondaire, la commune est reliée à Toulon par la route départementale RD 559.

#### Transports en commun

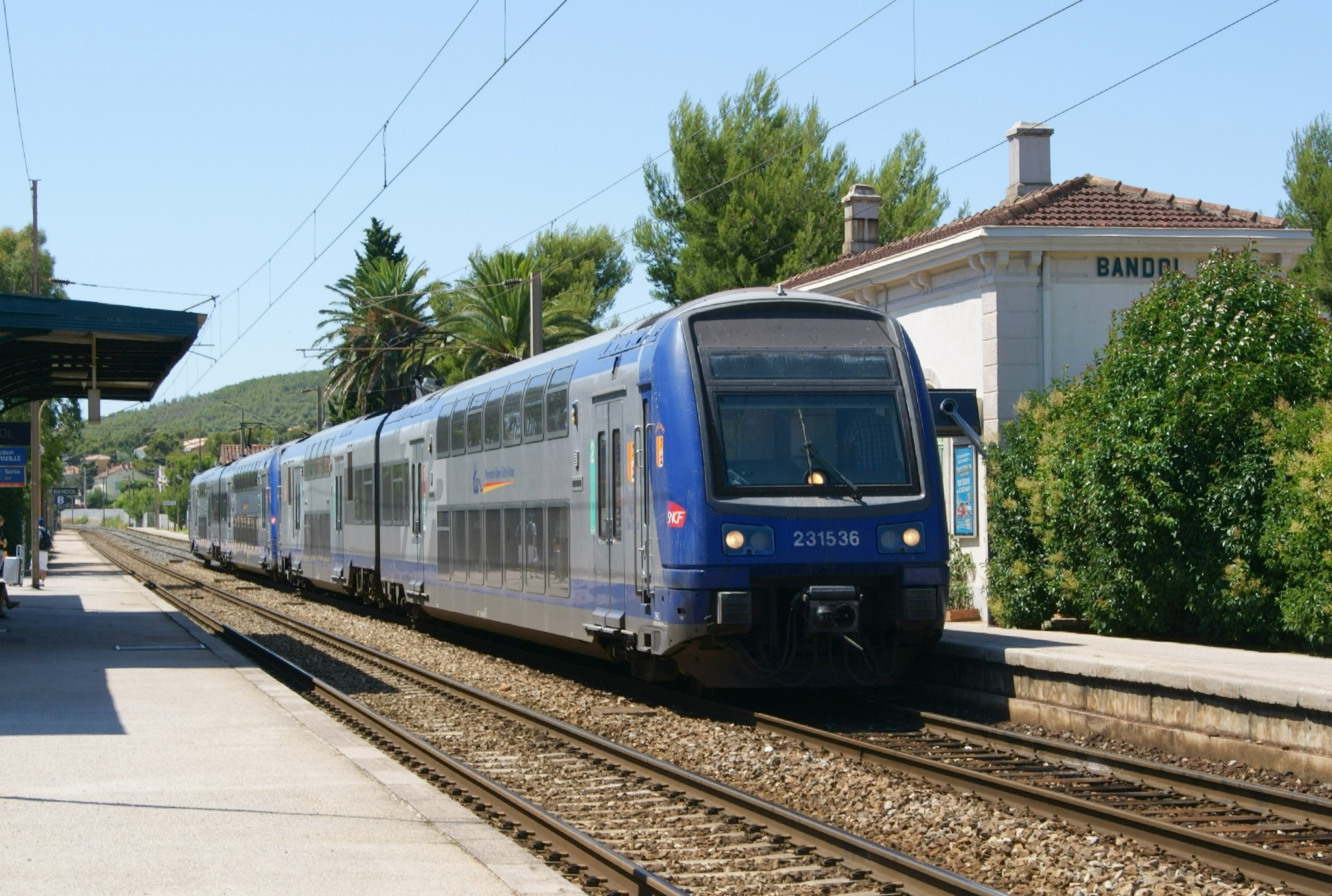
Gare de Bandol.

Transport en Provence-Alpes-Côte d'Azur
- Bus : une desserte municipale fonctionne dans la ville certains jours de la semaine, et complète

##### Réseau ferroviaire
La commune dispose d'une gare, en centre-ville, sur la liaison TER Marseille – Toulon – Hyères.

##### Ports
C'est le plus gros port de plaisance entre Marseille et Hyères et le 9e port de plaisance français, avec 1 700 anneaux[lire en ligne].
- Ports en Provence-Alpes-Côte d'Azur :
  - Rade de Toulon,
  - Port Lympia (port de Nice),
  - Port Hercule (Port de Monaco),
  - Port de Marseille.

##### Transports aériens
Les aéroports les plus proches sont :
- Aéroport de Toulon-Hyères
- Aéroport de Marseille Provence
- Aéroport de Nice-Côte d'Azur

## Urbanisme

### Typologie
Au 1er janvier 2024, Bandol est catégorisée centre urbain intermédiaire, selon la nouvelle grille communale de densité à sept niveaux définie par l'Insee en 2022.
Elle appartient à l'unité urbaine de Toulon, une agglomération inter-départementale regroupant 27  communes, dont elle est une commune de la banlieue,,. Par ailleurs la commune fait partie de l'aire d'attraction de Toulon, dont elle est une commune de la couronne,. Cette aire, qui regroupe 35 communes, est catégorisée dans les aires de 200 000 à moins de 700 000 habitants,.
La commune, bordée par la mer Méditerranée, est également une commune littorale au sens de la loi du 3 janvier 1986, dite loi littoral. Des dispositions spécifiques d’urbanisme s’y appliquent dès lors afin de préserver les espaces naturels, les sites, les paysages et l’équilibre écologique du littoral, tel le principe d'inconstructibilité, en dehors des espaces urbanisés, sur la bande littorale des 100 mètres, ou plus si le plan local d’urbanisme le prévoit.

### Occupation des sols
L'occupation des sols de la commune, telle qu'elle ressort de la base de données européenne d’occupation biophysique des sols Corine Land Cover (CLC), est marquée par l'importance des territoires artificialisés (53,7 % en 2018), en augmentation par rapport à 1990 (47,8 %). La répartition détaillée en 2018 est la suivante : 
zones urbanisées (48,7 %), forêts (26,2 %), zones agricoles hétérogènes (8,3 %), cultures permanentes (5,9 %), milieux à végétation arbustive et/ou herbacée (4,9 %), espaces verts artificialisés, non agricoles (2,9 %), zones industrielles ou commerciales et réseaux de communication (2 %), eaux maritimes (1 %). L'évolution de l’occupation des sols de la commune et de ses infrastructures peut être observée sur les différentes représentations cartographiques du territoire : la carte de Cassini (XVIIIe siècle), la carte d'état-major (1820-1866) et les cartes ou photos aériennes de l'IGN pour la période actuelle (1950 à aujourd'hui).

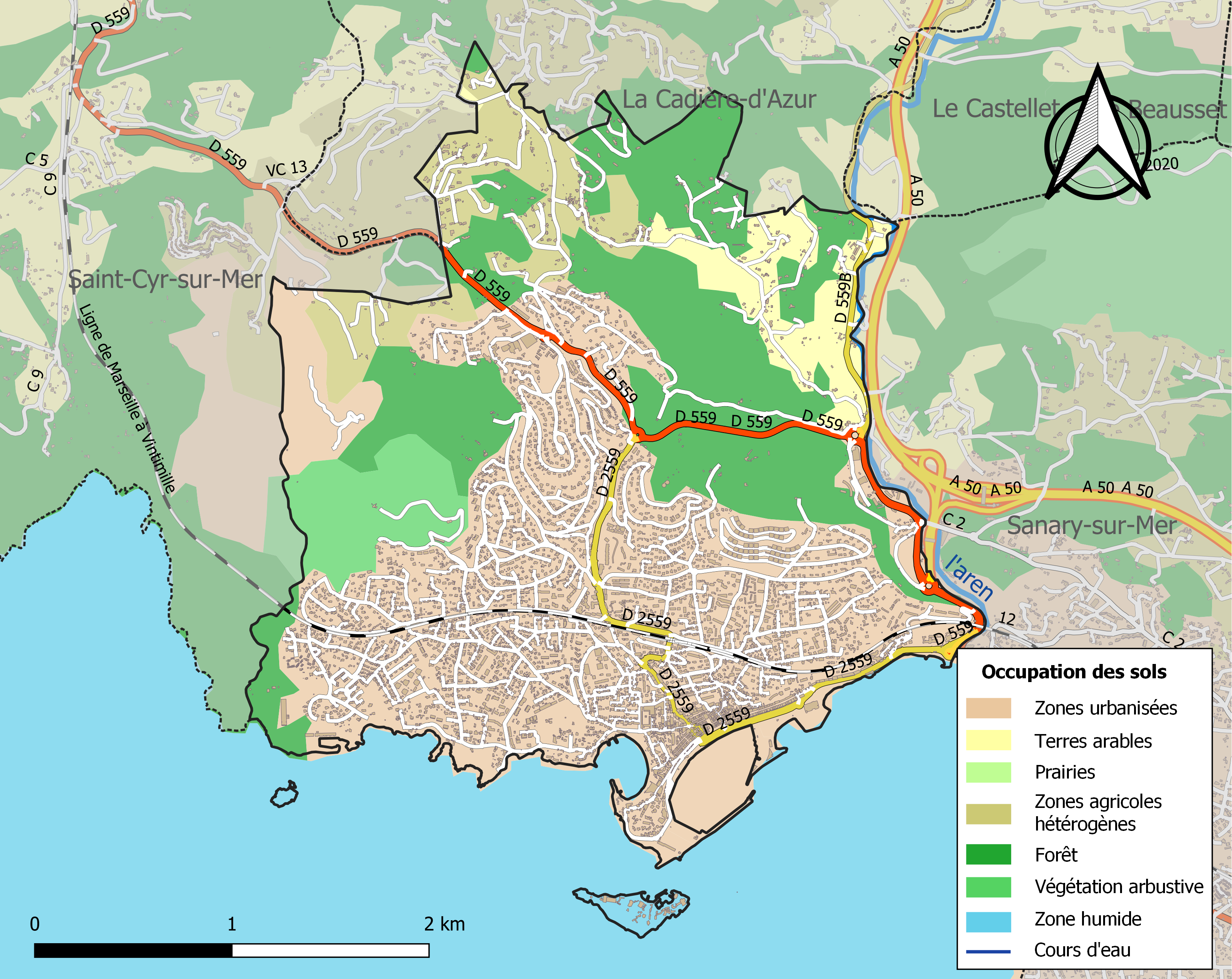
Carte des infrastructures et de l'occupation des sols de la commune en 2018 (CLC).

### Morphologie urbaine
La commune compte douze quartiers :
- Pierreplane
- Peyrière
- Bellevue
- Bois Maurin
- Engraviers
- Entrechaux
- Escourche
- les Routes
- Montée Voisin
- Gare/Moulin à Vent
- Centre
- Hauts de Bandol

La commune dispose d'un plan local d'urbanisme (PLU) approuvé par délibérations du Conseil municipal du 20 août 2013 et du 4 août 2016. Modification no 1 du PLU engagée par arrêté municipal du 19 juin 2015,.

### Logements
Avec un fort dénivelé sur un petit territoire, Bandol offre sur les flancs de ses collines, une vue mer imprenable pour beaucoup d'habitations. Cela peut expliquer en partie son succès immobilier avec un taux de résidences secondaires anormalement élevé même pour la région (et un prix du m2 en corrélation), ainsi que son dépassement marqué de la moyenne nationale quant à la proportion de seniors dans sa population (en 2006 : +/-40 % de plus de 60 ans) qui la démarque également des communes voisines.
La commune est en revanche très en retard en ce qui concerne la solidarité urbaine : elle ne propose que 5 % de ses logements en caractère social, quand la Loi SRU en impose 20 %. La municipalité est ainsi, chaque année, à l'amende de plusieurs centaines de milliers d'euros.

## Toponymie
L'étymologie du nom de « Bandol » provient du latin « Bandolium » celui-ci a évolué en ancien provençal en « Bendor » et « Bandol », jusqu'à « Bandòu » dans l'écriture moderne (norme classique et mistralienne) de l'occitan provençal. Frédéric Mistral explique dans son dictionnaire qu'il est fréquent que les lettres -e, -a et -i s'intervertissent dans la prononciation selon les parlers. Il en va de même pour les lettres -l et -r qui produisent un son similaire proche d'un -r roulé lorsqu'elles sont en position intervocalique ou seul (-r non double).

## Histoire

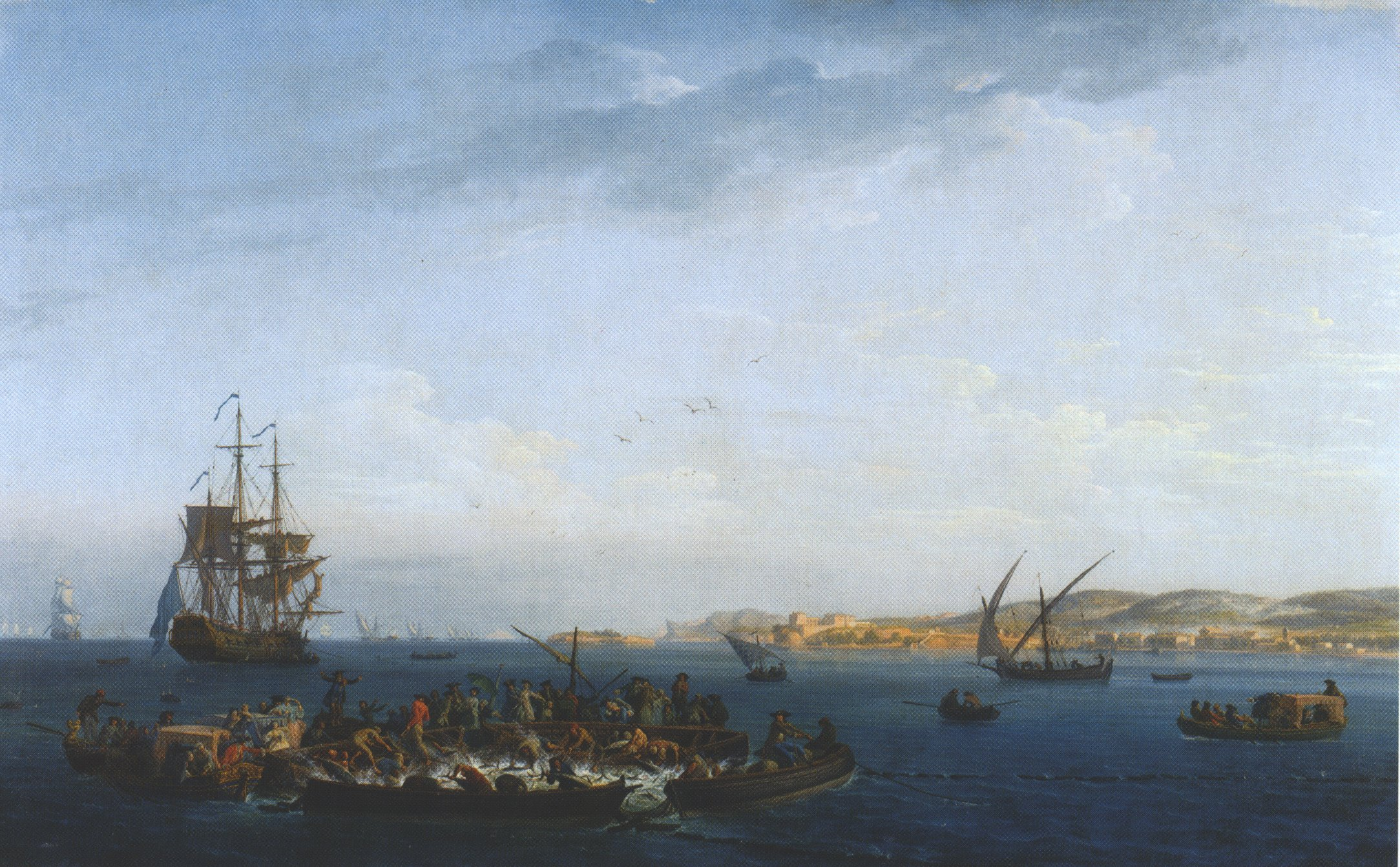
Bandol au milieu du XVIIIe siècle (lors d’une pêche au thon).

### Antiquité
Bandol, village riverain de la Méditerranée, entre Marseille et Toulon, disparaît à la fin de l'Antiquité, à la suite des invasions barbares. La population fuit dans les villages de l'intérieur, comme La Cadière.

### Réapparition dans le second millénaire
Ce n'est qu'au début de l'époque moderne que Bandol réapparaît : le duc d'Epernon, à la fin des guerres de religion, y fait construire un fort qu'Henri IV donne en 1596 comme fief à un valeureux militaire, Antoine Boyer. Ce dernier est anobli peu après et ses descendants, la famille de Boyer, crée en 1715 un village avec sept familles pionnières. Grâce aux célèbres vins de Bandol (connus à la table de Louis XV), Bandol se développe fortement et comprend 1 200 habitants en 1789.
En février 1790, le curé Jean-Baptiste Gardon est élu maire avec 88 % des voix (fait unique en Provence[Interprétation personnelle ?]), bien que cette élection ait été contestée comme frauduleuse dans un mémoire que les habitants de la commune envoyèrent à l'Assemblée nationale Constituante.
En 1793, s'ouvre à Bandol une section fédéraliste qui soutient la révolte de Toulon. Ses deux responsables, le curé Jonquier et le tonnelier Barthélémy, seront ensuite guillotinés[réf. souhaitée].

### Dates particulières
- Bandol, qui possède un casino, est classée station balnéaire depuis le 3 juillet 1923[20].
- Les vins de Bandol sont AOC depuis 1941.
- Bandol célèbre sa libération (Seconde Guerre mondiale) le 21 août.

## Politique et administration
En 2010, la commune de Bandol a été récompensée par le label « Ville Internet @@@ ».

### Élections présidentielles
Lors du second tour de l’élection présidentielle de 2007, Nicolas Sarkozy est arrivé en tête avec 72,58 % (la moyenne nationale étant de 53,06 %) et Ségolène Royal avec 27,42 % (moyenne nationale 46,94 %).
Lors du second tour de l'élection présidentielle de 2012, Nicolas Sarkozy est arrivé en tête avec 69,69 % (la moyenne nationale étant de 48,36 %) et François Hollande avec 30,31 % (moyenne nationale 51,64 %).

### Administration municipale
Le conseil municipal est composé du maire et de 28 conseillers municipaux dont 8 adjoints.
Le conseil municipal des jeunes (CMJ) existe à Bandol depuis novembre 2009.

### Budget et fiscalité 2018
En 2018, le budget de la commune était constitué ainsi :
- total des produits de fonctionnement : 21 777 000 €, soit 2 635 € par habitant ;
- total des charges de fonctionnement : 18 266 000 €, soit 2 211 € par habitant ;
- total des ressources d’investissement : 2 970 000 €, soit 359 € par habitant ;
- total des emplois d’investissement : 3 653 000 €, soit 442 € par habitant.
- endettement : 6 662 000 €, soit 806 € par habitant.

Avec les taux de fiscalité suivants :
- taxe d’habitation : 11,94 % ;
- taxe foncière sur les propriétés bâties : 18,34 % ;
- taxe foncière sur les propriétés non bâties : 58,79 % ;
- taxe additionnelle à la taxe foncière sur les propriétés non bâties : 0,00 % ;
- cotisation foncière des entreprises : 0,00 %.

Chiffres clés Revenus et pauvreté des ménages en 2016 : Médiane en 2016 du revenu disponible, par unité de consommation : 24 120 €.

### Politique environnementales
Le tri des déchets est en vigueur à Bandol, et depuis début 2008, le recyclage des déchets électroniques est assuré via un conteneur spécial à la déchèterie.
Bandol bénéficie de la station d'épuration d'une capacité de 54 000 équivalent-habitants de Sanary-Bandol.

### Jumelages
| Bandol Nettuno Onex Wehr |

La ville de Bandol est jumelée avec les villes de :
- Nettuno en Italie ;
- Onex en Suisse ;
- Wehr (Bade-Wurtemberg) en Allemagne.

## Population et société

### Démographie
L'évolution du nombre d'habitants est connue à travers les recensements de la population effectués dans la commune depuis 1793. Pour les communes de moins de 10 000 habitants, une enquête de recensement portant sur toute la population est réalisée tous les cinq ans, les populations de référence des années intermédiaires étant quant à elles estimées par interpolation ou extrapolation. Pour la commune, le premier recensement exhaustif entrant dans le cadre du nouveau dispositif a été réalisé en 2006.

En 2022, la commune comptait 8 263 habitants, en évolution de −1,23 % par rapport à 2016 (Var : +4,98 %, France hors Mayotte : +2,11 %).
| 1793  | 1800  | 1806  | 1821  | 1831  | 1836  | 1841  | 1846  | 1851  |
| ----- | ----- | ----- | ----- | ----- | ----- | ----- | ----- | ----- |
| 1 218 | 1 247 | 1 240 | 1 561 | 1 575 | 1 705 | 1 847 | 3 058 | 1 968 |

| 1856  | 1861  | 1866  | 1872  | 1876  | 1881  | 1886  | 1891  | 1896  |
| ----- | ----- | ----- | ----- | ----- | ----- | ----- | ----- | ----- |
| 1 945 | 1 880 | 2 001 | 1 996 | 1 940 | 1 782 | 1 769 | 1 784 | 1 930 |

| 1901  | 1906  | 1911  | 1921  | 1926  | 1931  | 1936  | 1946  | 1954  |
| ----- | ----- | ----- | ----- | ----- | ----- | ----- | ----- | ----- |
| 2 077 | 2 057 | 2 162 | 2 083 | 2 162 | 2 529 | 2 621 | 3 175 | 3 457 |

| 1962  | 1968  | 1975  | 1982  | 1990  | 1999  | 2006  | 2011  | 2016  |
| ----- | ----- | ----- | ----- | ----- | ----- | ----- | ----- | ----- |
| 4 198 | 5 088 | 6 184 | 6 706 | 7 431 | 7 905 | 8 647 | 7 663 | 8 366 |

| 2021  | 2022  | - | - | - | - | - | - | - |
| ----- | ----- | - | - | - | - | - | - | - |
| 8 311 | 8 263 | - | - | - | - | - | - | - |

### Enseignement
Bandol compte deux groupes scolaires et un collège :
- Groupe scolaire Octave-Maurel,
- Groupe scolaire du Bois-Maurin,
- Collège Raimu[40].

Ces établissements dépendent de l'académie de Nice.
Le lycée de secteur est le lycée Bonaparte (Toulon).

### Manifestations culturelles et festivités
Le site de la mairie délivre un programme d'activités culturelles qui culmine avec la saison estivale.
De 2003 à 2007, les concerts du M6 Live Festival en août ont été la note dominante annuelle.
La 39e édition de la Fête de la musique 2020 a eu lieu le dimanche 21 juin.
Concerts et festivals de Bandol en 2020.

### Santé
En raison de la moyenne d'âge élevée, l'installation de nombreux professionnels de santé sur la commune donne une densité élevée des corporations respectives.

### Sports

#### Équipements
En plus du port de 1 600 places, Bandol qui est labellisée Station Nautique dispose d'une école de voile. Toute l'offre des loisirs et sports nautiques est proposée sur la commune en saison.
Bandol a son propre stade et un gymnase utilisés notamment pour les sports collectifs. La ville propose également une salle de danse, un skatepark, et compte de nombreuses associations dans ce domaine. Les deux plus grosses structures associatives de la commune dans le domaine sportif, sont son club de voile et celui voué au tennis.

#### Événements sportifs
Bandol a été plusieurs fois « ville étape » du Tour de France à la Voile en été.
La Bandol Classic est une course pédestre de 12,4 km se déroulant tous les ans en juin depuis 2004. La très officielle « Salomon Bandol Classic » est complétée d’épreuves plus ludiques : une avec déguisement, et une nocturne « au clair de lune ».
Le Triathlon de Bandol (LD - longue distance) existe depuis 2015 et fait partie des derniers de la saison française à la mi-octobre. Depuis l’édition 2016, il intègre une sortie à l’australienne à son épreuve de natation.

### Médias
Bandol est le siège de la radio Top fm.

## Économie
L'exportation des vins locaux (en particulier) via le port de Bandol a donné son nom à l'AOC des vins de Bandol, qui sont l'une des raisons du renom de la commune. Le tourisme balnéaire (notamment au milieu du XXe siècle) est l'autre raison majeure de sa réputation.

### Entreprises
Très tournée vers le tourisme, en plus des commerces et de l'offre d'hôtellerie et restauration, Bandol dispose d'une zone d'activité dite « ZA Les Mattes » où se regroupent plusieurs professions différentes : fabricant de parfums, mécaniciens auto-moto, serrurier, ferronnier d'art, mécanicien voitures américaines ainsi que d'autres entreprises et une autre zone d'activité dite le « Val d'Aran. »

### Tourisme
La situation géographique et le niveau élevé d’ensoleillement de Bandol permettent un développement du tourisme, avec un bord de mer important. Bandol est classée « commune touristique » et dispose d’autres labels certifiant la qualité de son offre aux visiteurs (comme le pavillon bleu pour son port).

### Agriculture
L’agriculture à Bandol est essentiellement tournée vers la production de vin de Bandol (AOC) : en fait de nos jours, cette production réside sur le territoire qui l’entoure, Bandol étant historiquement le port d’expédition des vins de son terroir. Au XIXe siècle, à la suite d'épidémies consécutives d’oïdium puis de phylloxéra, la vigne céda la place à la production de fleurs, et Bandol fut renommée pour ses « immortelles ». Les terres agricoles sur le territoire de la commune ont peu à peu été conquises par l’urbanisation qui accompagna au XXe siècle la transformation balnéaire de la ville, et après des épisodes de gel (en particulier 1929 et 1956) qui nuisirent à la culture de l’immortelle.

## Culture locale et patrimoine

### Lieux et monuments

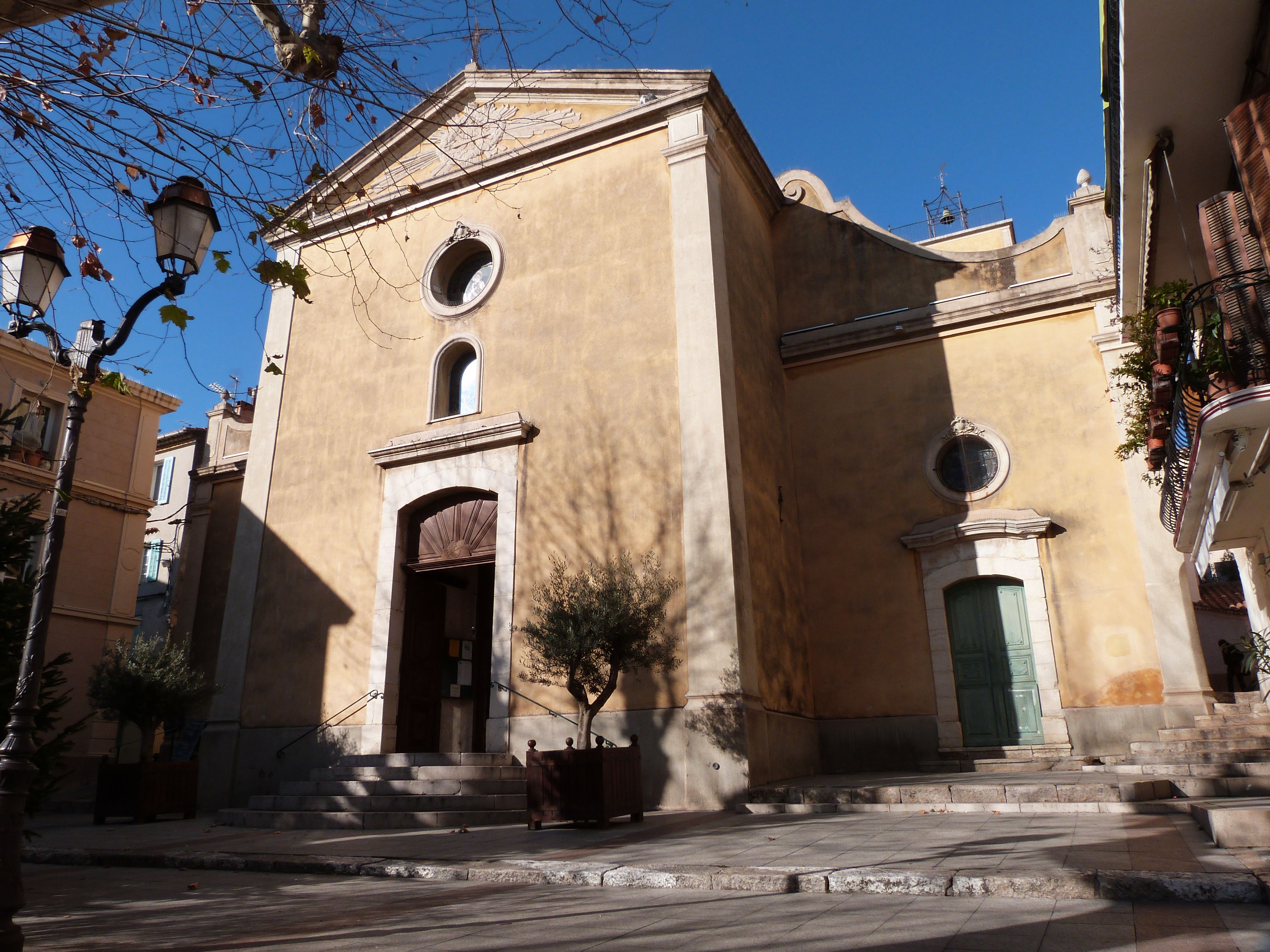
Église Saint-François-de-Sales.
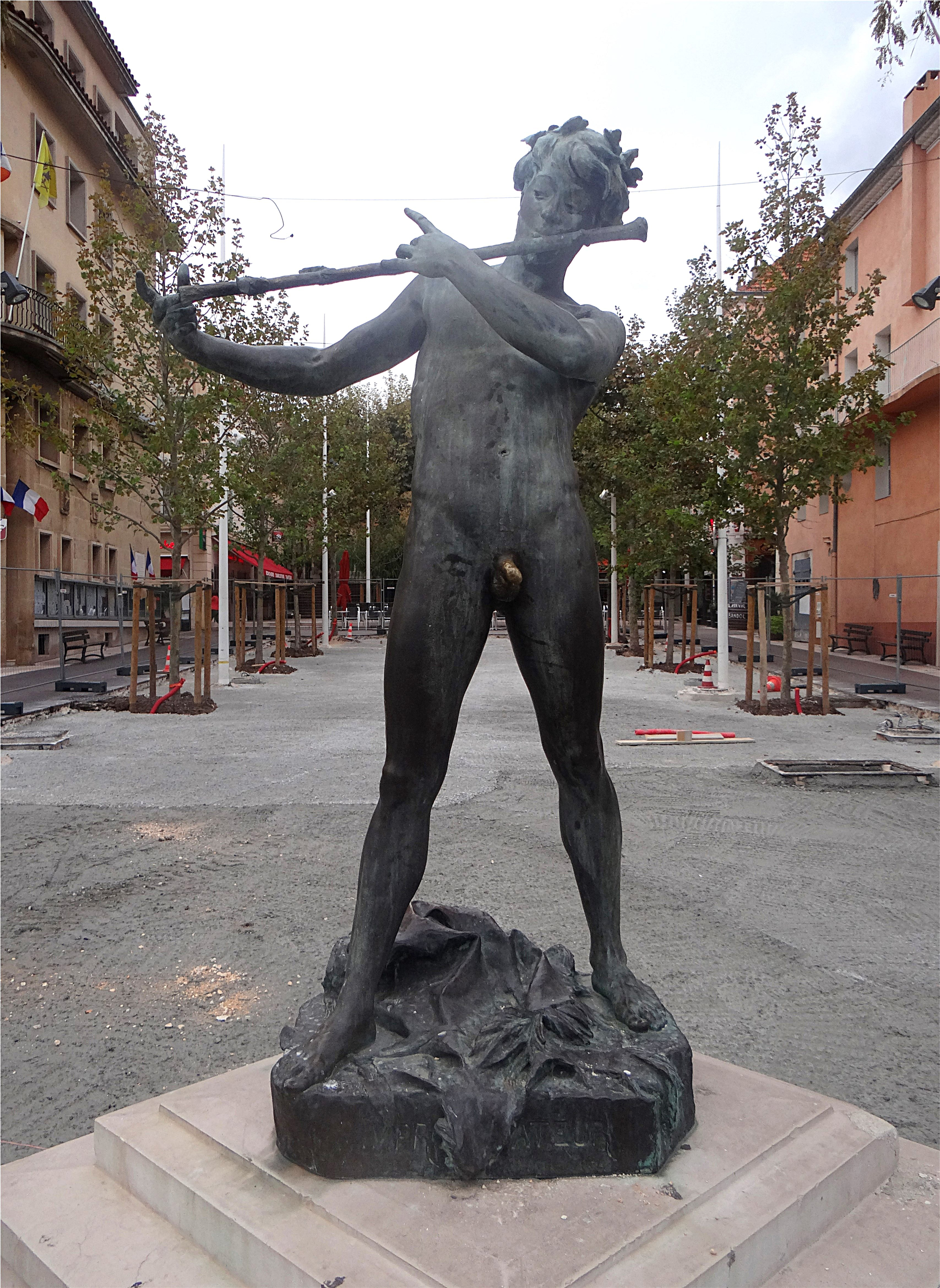
Statue de l'improvisateur.
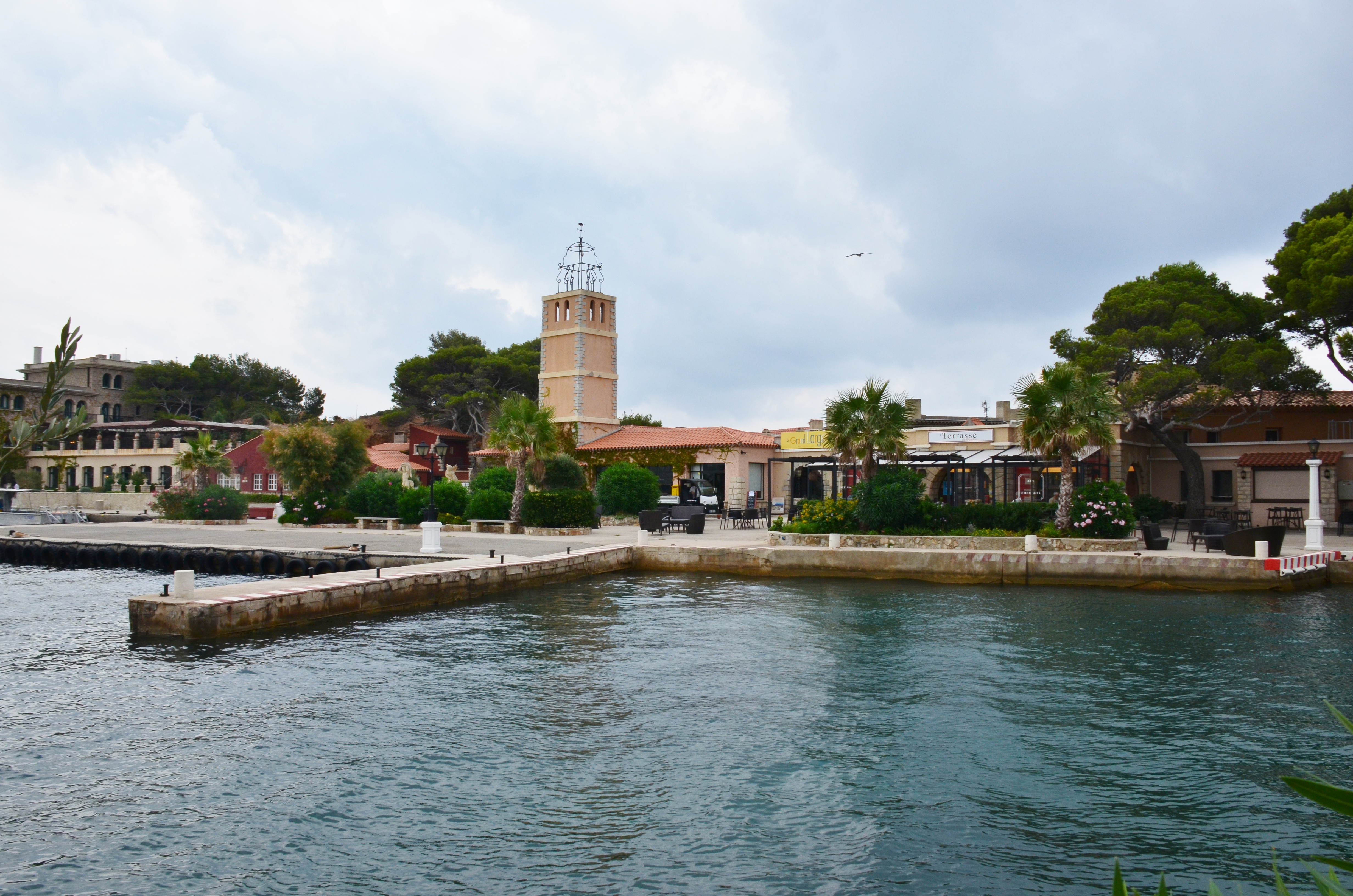
Île de Bendor de Paul Ricard.
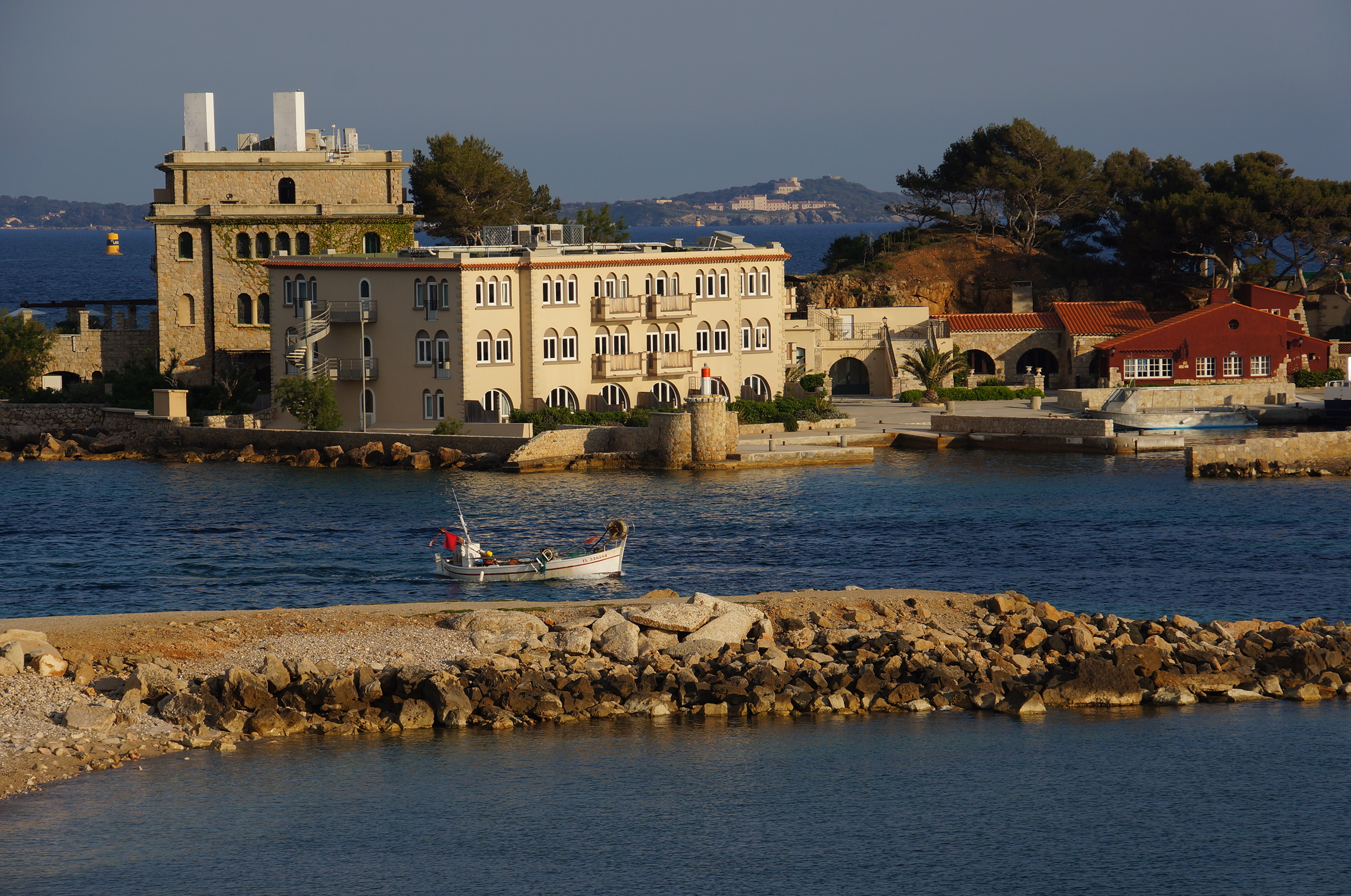
Vue panoramique.

- Église Saint-François-de-Sales[50] construite de 1747 à 1749[51] et son orgue[52].
- Monument aux morts[53].
- La plage du Barry a été le théâtre (juin 1943) des premiers essais du scaphandre autonome par Jacques-Yves Cousteau, Philippe Tailliez et Frédéric Dumas. Une plaque commémorative y rappelle l'événement.
- L'île de Bendor[54] est accessible au départ du port de Bandol par navettes régulières. L'aménagement de l'île a commencé vers 1950, grâce à l'industriel Paul Ricard. Une curieuse exposition des vins et spiritueux présente 8 000 bouteilles de vins, apéritifs et liqueurs de 52 pays, sans compter les verres et carafes de cristal. L'île accueille également une exposition rétrospective de l'œuvre picturale de Paul Ricard présentant environ 150 toiles et dessins et un musée des objets publicitaires de la marque de pastis Ricard[55].
- Le Beffroi avec son campanile[56] sur l'île de Bendor.
- Bandol a également un kiosque à musique bâti en 1933 par l'architecte Fleury Linossier (en)[57].
- Le jardin exotique et zoo de Sanary-Bandol[58] est un parc planté de cactées et d'espèces tropicales. Un parcours fléché permet de rencontrer des animaux aussi exotiques que les plantes : singes (ouistitis, saïmiris capucins, gibbons), lémuriens, coatis, fennecs, kinkajous et d'autres plus familiers (daims, poneys, ânes, etc.). Des paons en liberté croisent perroquets et flamants roses.
- Le Jardin des créateurs[59].
- Statue de l'improvisateur, bronze de Felix Charpentier de 1887.
- Marbre représentant Héro et Léandre[60].
- Fontaine Boule de marbre[61].
- Immeuble dit résidence Athéna Port, Label « Patrimoine du XXe siècle »[62].

### Équipements culturels
- centre culturel et salle d'exposition,
- cyberbase,
- théâtre.

La nouvelle médiathèque est entrée en service (salle de spectacle) à l'automne 2008 et abrite la cyberbase depuis janvier 2009.

### Jardin exotique zoo
La commune dispose d'un jardin Exotique Zoo qui présente des dizaines d'espèces animales et des centaines d'espèces végétales.

### Héraldique
| Armes de Bandol | Blasonnement : D'azur à l'étoile d'or. Devise : dux navigantium salus (le guide est la sécurité du voyage) |

Le blason est actuellement constitué d'une étoile d'or sur champ d'azur. En effet, la devise de la ville est "dux et navigantium securitas", ce qui signifie, "guide et sécurité de ceux qui naviguent", en référence à l'étoile.
En 1751, Bandol reçut de son seigneur, Ange Boyer de Foresta, ses armoiries frappées de l'étoile d'or sur champ de sinople (vert) afin qu'elles imitent, mais ne soient pas confondues avec les siennes, qui étaient la même étoile, mais sur champ d'azur (bleu), surmontée de la même devise. Celle-ci était alors à peu près la même qu'actuellement, le terme "salus" (salut, arrivée à bon port…) ayant été remplacé par un homonyme, "securitas".

## Personnalités liées à la commune
- Raimu, acteur indéfectiblement lié à Marcel Pagnol dont il a habité tant de films, possédait une maison (Ker Mocotte), sur la baie de Renecros.
- Alain Bombard, médecin et biologiste rendu célèbre par son aventure de Naufragé volontaire, est enterré à Bandol où il vécut et où réside encore sa veuve.
- Jacques Crozemarie, fondateur et ancien président de l’Association pour la recherche sur le cancer, y est enterré[67].
- Pierre Pouyade (1911-1979) est un aviateur (As aux huit victoires), résistant et homme politique français[68].
- Rudy Ricciotti, architecte de renommée mondiale, vit et travaille dans la commune.
- Alfred Kastler, prix Nobel 1966 de physique, vécut à Bandol où il meurt en 1984.
- Joseph Ravaisou, peintre provençal né à Bandol, a donné son nom à la salle d'exposition du centre culturel communal.
- Jacques-Yves Cousteau restera lié à Bandol pour avoir choisi en juin 1943 la plage du Barry comme lieu d'expérimentation du scaphandre sous-marin autonome de l'ingénieur Émile Gagnan (voir ci-dessus la rubrique lieux et monuments).
- Le peintre Flamand Roger Van Rogger (Roger Silberfeld) qui y mourut en 1983 - Sa veuve créa une fondation du même nom.
- Louis Lumière (1864-1948) y vécut à la fin de sa vie et y mourut.
- Valéry Giscard d'Estaing y séjourna régulièrement car sa famille y possédait une maison sur la « Motte »[69].
- Manuel Portela, ancien Président du Conseil Espagnol et exilé du franquisme ; vécut à Bandol où il meurt en 1952.
- Juan Gris y a peint La vue sur la baie[70] (1921) Musée d'Art moderne, Paris

## Référence dans la culture populaire
Bandol a acquis une certaine renommée sur internet grâce au morceau Train pour Bandol des KékéBoys[source insuffisante].